# Belopolʹskiy (cràter)
Belopolʹskiy és un cràter d'impacte que es troba a la cara oculta de la Lluna, a l'oest del cràter Houzeau i al nord-est de Strömgren. Just a nord-oest de Belopolʹskiy es troba el cràter Ioffe.

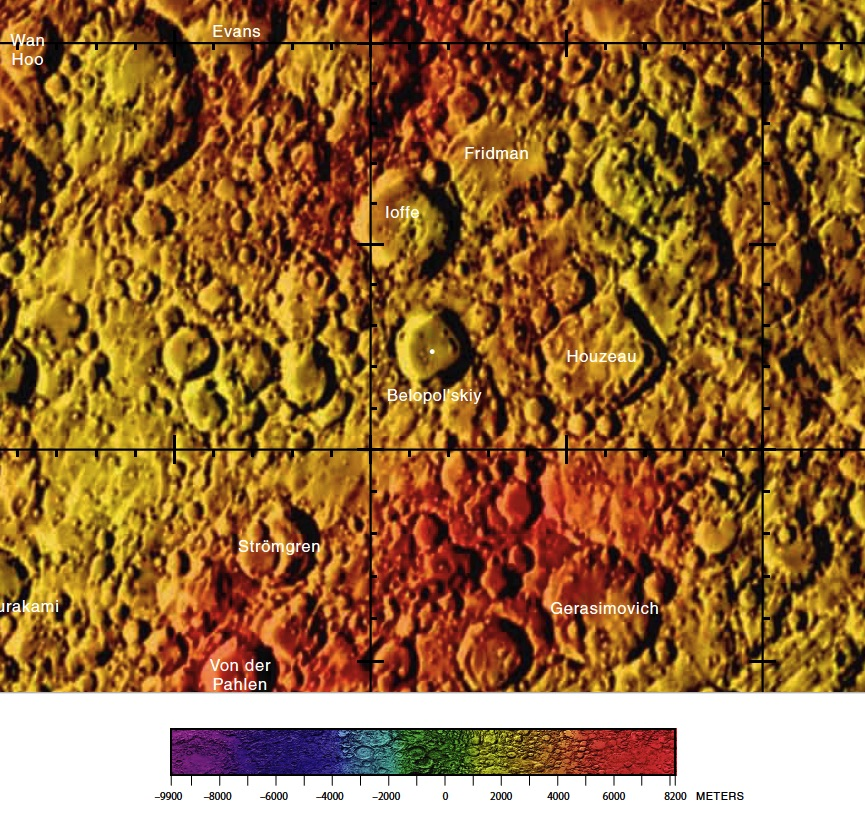
Localització de Belopolʹskiy (centre de la imatge)
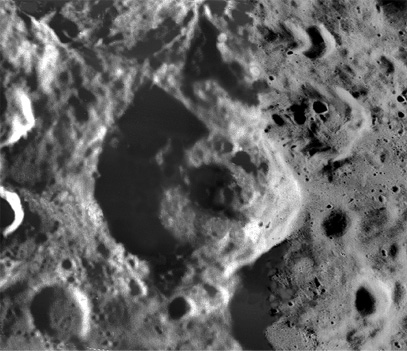
Imatge de la missió LRO

La vora de Belopolʹskiy està lleugerament erosionada, sobretot en l'extrem sud, on diversos cràters petits han incidit en el seu contorn. Hi ha una lleugera intrusió en la vora nord-occidental, on el sòl ha estat modificat pel veí Ioffe. L'interior del cràter és relativament pla, marcat amb diversos cràters petits.